# Fegimanra afzelii
Fegimanra afzelii är en sumakväxtart som beskrevs av Adolf Engler. Fegimanra afzelii ingår i släktet Fegimanra och familjen sumakväxter. Inga underarter finns listade i Catalogue of Life.